# Каєтана Кабесас
Каєтана Кабесас Арройо (ісп. Cayetana Cabezas Arroyo; нар. 2 липня 1979, Мадрид, Іспанія) — іспанська театральна та кіноакторка.

## Біографія
Каєтана Кабесас народилася 2 липня 1979 року у Мадриді, проте зростала в Оренсе. Вивчала акторську майстерність в Estudio Corazza.

## Телебачення
- Закріплений (2014)
- Лють (2015)